# Pablo Arboine
Pablo César Arboine Carmona (ur. 3 kwietnia 1998 w Guápiles) – kostarykański piłkarz występujący na pozycji środkowego obrońcy, reprezentant Kostaryki, od 2022 roku zawodnik Deportivo Saprissa.